# 沙氏前嵴蚌
沙氏前嵴蚌（学名：Epioblasma sampsonii），又名辛布森氏真珠蚌，是美國特有的一種淡水蚌，棲息在河流之中。